# Amara minnesotana
Amara minnesotana är en skalbaggsart som beskrevs av Thomas Casey. Amara minnesotana ingår i släktet Amara och familjen jordlöpare. Inga underarter finns listade i Catalogue of Life.